# Iron Man 2
Iron Man 2, je ameriški superjunaški film iz leta 2010, ki  temelji na istoimenskem liku iz Marvelovih stripov. Je nadaljevanje filma Iron Man 1 (2008) in tretji film Marvel Cinematic Universe (MCU). Film je režiral Jon Favreau, scenarij pa je napisal Justin Theroux. V filmu igrajo Robert Downey, Gwyneth Paltrow, Don Cheadle, Scarlett Johansson, Sam Rockwell, Mickey Rourke in Samuel L. Jackson. V filmu se Tony Stark upre pozivom vlade ZDA, naj preda tehnologijo Iron Mana, zaradi česar se njegovo zdravje slabša. Medtem pa ruski znanstvenik Ivan Vanko uporablja lastno različico tehnologije za zasledovanje in maščevanje Starku in njegovi družini.
Razvoj nadaljevanja filma Iron Man se je začel maja 2008 po uspehu prvega filma. Julija je bil Theroux najet za pisanje scenarija, Favreau pa se je vrnil v vlogo režiserja. Downey, Paltrow in Jackson so se vrnili v igralsko zasedbo iz prvega filma, medtem, ko je bil Cheadle najet, da bi nadomestil Terrencea Howarda v vlogi Jamesa Rhodesa. V začetku leta 2009 so se igralski zasedbi pridružili še Rourke, Rockwell in Johansson. Snemanje je potekalo od aprila do julija 2009, večinoma v Kaliforniji, tako kot pri prvem filmu, razen majhnega dela, ki je bil posnet v Monaku. Za razliko od njegovega predhodnika, ki je mešal digitalne in praktične učinke, se je nadaljevanje za ustvarjanje oblek Iron Mana zanašalo na računalniško ustvarjenih posnetkih. 
Iron Man 2 je bil premierno predvajan v gledališču El Capitan 26. aprila 2010, v ZDA pa je uradno izšel 7. maja v okviru prve faze MCU. Film je na splošno prejel pozitivne ocene kritikov, pri čemer so pohvalili Downeyjev nastop pa tudi akcijske prizore, filmsko glasbo in vizualne učinke, vendar so mnogi kritiki menili, da je slabši od prvega filma. Film je na svetovni blagajni zaslužil več kot 623,9 milijona dolarjev, s čimer je postal sedmi najbolj dobičkonosni film leta 2010. Prejel je nominacijo za oskarjevo nagrado za najboljše vizualne prizore. Tretji del filmske serije, Iron Man 3, je izšel 3. maja 2013.

## Vsebina
V Rusiji ruske televizije poročajo o razkritju Starkove identitete Iron Mana. Ivan Vanko, katerega oče Anton Vanko je pravkar umrl, to vidi in začne graditi miniaturni ločni reaktor, podoben Starkovemu. Šest mesecev pozneje superzvezdnik Tony Stark uporablja svojo obleko Iron Mana za miroljubna sredstva, saj se upira pritiskom ameriške vlade, da proda svoje zasnove. Znova ustanovi Expo Stark v Flushing Meadows v New Yorku, da bi nadaljeval zapuščino svojega očeta Howarda.
Kasneje Stark izve, da jedro paladija v obločnem reaktorju, ki ga ohranja pri življenju in napaja oklep, ga počasi zastruplja in ne more najti nadomestnika. Vse bolj je nepremišljen in obupan zaradi svoje bližajoče se smrti, zato se odloči, da o svojem stanju ne bo nikomur povedal, svojo osebno asistentko Pepper Potts pa izbere za izvršno direktorko podjetja Stark Industries in najame Starkovo zaposleno asistenko Natalie Rushman, ki jo zamenja za svojo osebno asistentko. Kmalu se Stark udeleži dirke Grand Prixu v Monaku na kateri tekmuje, ko ga sredi dirke napade Ivan Vanko pri čemer s svojimi električnimi biči preseka na pol Starkovo formulo. Ko se dirka spremeni v kaos, Stark dobi svojo obleko Iron Mana in premaga Ivana, vendar je obleka močno poškodovana. Pozneje Stark obišče Ivana v zaporu, kjer mu Ivan pove, da je bil njegov namen svetu pokazati, da Iron Man ni nepremagljiv. Medtem je Starkov tekmec Justin Hammer navdušen nad Ivanovo predstavo med dirko in Ivanu pomaga pobegniti iz zapora, pozneje pa ga prosi naj zgradi linijo oklepnih oblek podobne Iron Manu, ki bodo ustavile Starka. Med tem, za kar verjame, da je njegova zadnja rojstnodnevna zabava, se Stark napije, ko ima oblečeno obleko Iron Man. Ogorčen, Starkov najboljši prijatelj, podpolkovnik ameriške zračne sile James Rhodes, si nadene Starkov prototipni oklep in ga poskuša ustaviti. Boj se konča v prepiru nato pa Rhodes zasede oklep in odleti k ameriškim letalstvom.
Nick Fury, direktor podjetja S.H.I.E.L.D., pristopi k Starku in razkrije, da je "Rushman" agentka Natasha Romanoff in da je bil Howard Stark S.H.I.E.L.D. ustanovitelj, ki ga je Fury osebno poznal. Fury pojasnjuje, da sta Ivanov oče in Starkov oče skupaj izumila ločni reaktor, ko pa ga je Anton skušal prodati, ga je Starkov oče deportiral. Člani sovjetske zveze so Antona poslali v Gulag. Fury da Starku nekaj očetovega starega gradiva. Stark pozneje odkrije skrito sporočilo v diorami iz leta 1974, Expo Stark; izkazalo se je, da je diagram atomske strukture novega elementa. Stark ga s pomočjo svojih A.I., J.A.R.V.I.S. sintetizira. Ko izve, da je Ivan Vanko še živ, položi nov element v svoj ločni reaktor in konča svojo odvisnost od paladija.
Na Expu Hammer razkrije Ivanove oklepne brezpilotne pištole, ki jih vodil Rhodes v močno oboroženi različici prototipa. Stark prispe, da bi opozoril Rhodesa, toda Ivan prevzame daljinski nadzor nad vsemi brezpilotnimi letali in Rodosovimi oklepnimi vojaki ter napade Starka. Kmalu Hammerja aretirajo, medtem ko Romanoff in Happy Hogan odideta v Hammerjevo tovarno kjer se skriva Ivan. Ivan pobegne, a Romanoff mu vrne nadzor nad Rhodesovo oklepno obleko. Stark in Rhodes skupaj premagata Ivana in njegove oklepne vojake. Nato Ivan stori samomor z eksplozijo obleke, skupaj s poraženimi brezpilotnimi letali.
Na ponovnem razgovoru Fury obvesti Starka, da je S.H.I.E.L.D. zaradi svoje težke osebnosti in ga namerava uporabiti le kot svetovalec. Stark in Rodos za svoje junaštvo prejmeta medalji. Na prizorišču posojila je S.H.I.E.L.D. agent Phil Coulson, ki poroča o odkritju velikega kladiva na dnu kraterja v puščavi v Novi Mehiki. 

## Vloge
- Robert Downey Jr. – Tony Stark (Iron Man)
- Gwyneth Paltrow – Pepper Potts
- Don Cheadle – James Rhodes
- Scarlett Johansson – Natasha Romanoff (Črna vdova)
- Mickey Rourke – Ivan Vanko (Whiplash)
- Sam Rockwell – Justin Hammer
- Samuel L. Jackson – Nick Fury